# ستيفان ماوك
ستيفان ماوك (بالإنجليزية: Stefan Mauk)‏ (12 أكتوبر 1995 في أستراليا - ) هو لاعب كرة قدم أسترالي في مركز الوسط. شارك مع منتخب أستراليا تحت 17 سنة لكرة القدم ومنتخب أستراليا تحت 20 سنة لكرة القدم ومنتخب أستراليا الوطني لكرة القدم تحت 23 سنة. أما مع النوادي، فقد لعب مع نادي أديلايد يونايتد ونادي ملبورن سيتي.

## وصلات خارجية
- ستيفان ماوك على موقع رابطة كرة القدم اليابانية للمحترفين (اليابانية)
- ستيفان ماوك على موقع قاعدة بيانات كرة القدم.إي يو (الإنجليزية)
- ستيفان ماوك على موقع Soccerway.com (الإنجليزية)
- ستيفان ماوك على موقع عالم كرة القدم.نت (الإنجليزية)